# 시모나 이초

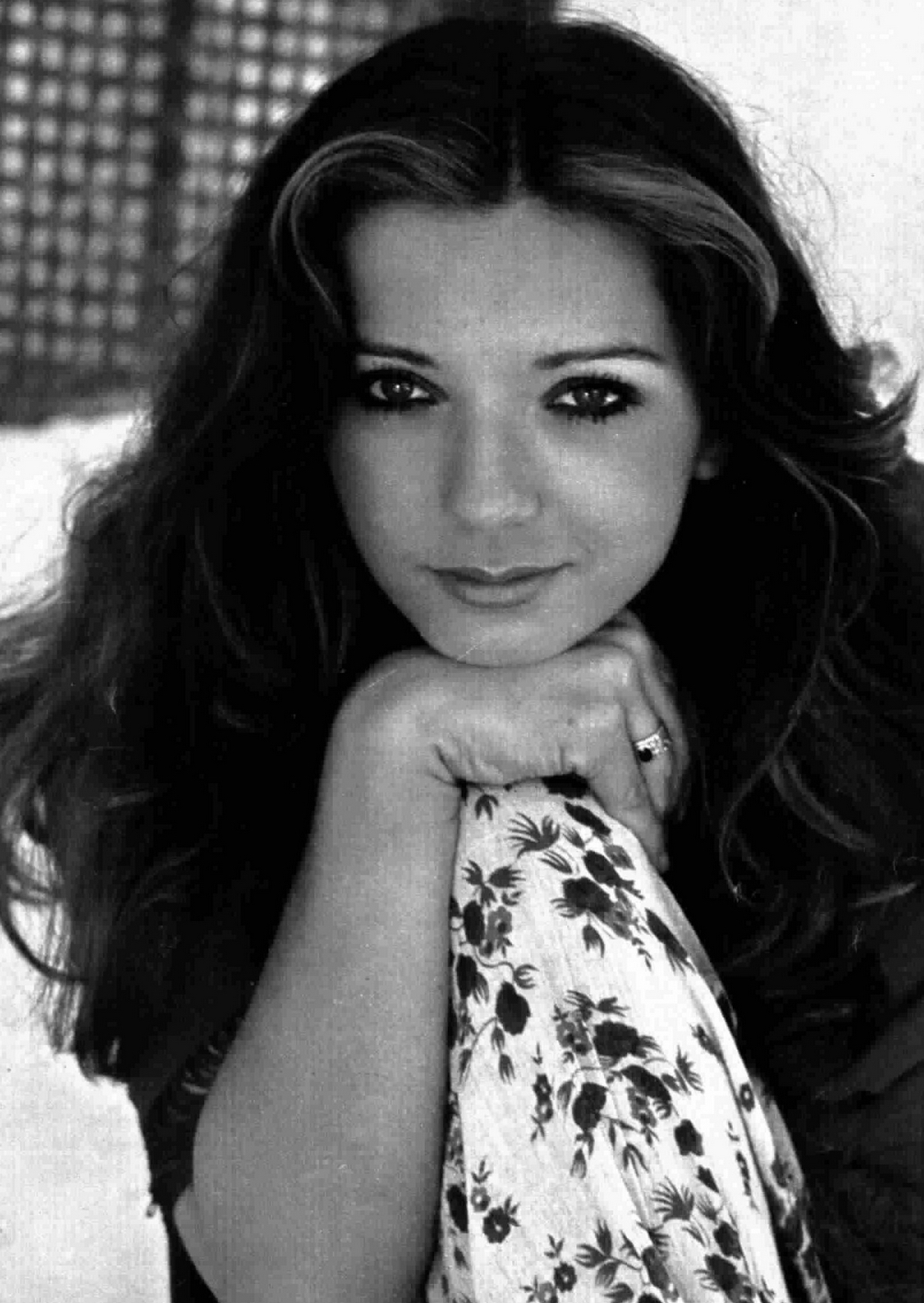

시모나 이초(이탈리아어: Simona Izzo, 1953년 4월 22일 ~ )는 이탈리아의 영화 감독, 배우이다.
로마에서 태어났다.

## 영화
- 일 파드레 에 로 스트라니에로 (2010년)
- 캐논 인버스 (2000년)
- 질식된 삶들 (1996년)
- 에스코트 (1993년)
- 울트라 (1990년)